# Richard Tucker
Richard Tucker (4 de junho de 1884 – 5 de dezembro de 1942) foi um ator norte-americano. Ele apareceu em mais de 266 filmes entre 1911 e 1940.

## Filmografia parcial
- Something to Sing About (1937)
- Jungle Menace (1937)
- Flash Gordon (1936)
- The Girl Said No (1937)
- The Road to Ruin (1934)
- The Shadow of the Eagle (1932)
- Seed (1931)
- The King of the Kongo (1929)
- The Squall (1929)
- The Border Patrol (1928)
- Love Over Night (1928)
- That's My Baby (1926)
- The Jazz Singer (1927)
- The Woman in Room 13 (1920)
- The Royal Pauper (1917)
- Pardners (1917)
- Who Will Marry Mary? (1913)